# أبراهام ويلوك
أبراهام ويلوك (بالإنجليزية: Abraham Wheelocke)‏ من مواليد (عام 1593م - وتوفي في عام 1653م) هو مستشرق إنكليزي.
تخرج من جامعة كمبريدج سنة 1614م وحصل على الدكتوراه ستة 1625 م. عين كأول أستاذ لكرسي آدامز للعربية سنة 1633 م.
من آثاره: نشر الترجمة الفارسية للإنجيل (لندن، 1657 م).